# 柳沢保申
柳沢 保申（やなぎさわ やすのぶ）は、幕末から明治期の大名、華族。郡山藩の第6代（最後）の藩主、初代（最後）の知藩事だった人物だが、その事蹟より、廃藩置県後の奈良県の繁栄に貢献した業績のほうが高く評価されている人物である。

## 生涯
弘化3年（1846年）3月25日、第5代藩主柳沢保興の三男として郡山城で生まれる。嘉永元年（1848年）に父が死去したため2才で家督を継いだ。
安政5年（1858年）12月1日、領地居城の郡山城二ノ丸付近から出火し、住居関係の建物群は全て焼失する大火にみまわれた。1861年（文久元年）に再建に着手するが、のち明治維新を迎え、1870年（明治3年）に藩は今後城の修理を行わないことを出願し、これが明治新政府に聴許された。
文久元年（1861年）5月28日、東禅寺のイギリス公使館が浪士に襲撃されたとき、それを防いだ功績で時の女王ヴィクトリアに賞賛された。文久3年（1863年）の天誅組の変鎮圧では総大将大山将監以下2000人（一説には800人）を動員し、功績を挙げている。
慶応3年11月には諸侯会同の朝命に応じて上京した。
慶応4年（1868年）の戊辰戦争では、官軍に協力して東北戦争に参加し、主に後方の輜重部隊の役割を果たしている。この頃、松平姓から元の柳沢姓に復している。明治元年10月皇駕に従って東京に入り、明治2年には京都の護衛に当り、その5月侍従に任ぜられる。6月17日、版籍奉還により郡山藩知藩事となり、明治4年（1871年）の廃藩置県で免官された。
明治17年（1884年）に伯爵となり、明治18年（1885年）3月には久能山東照宮宮司となる。日光東照宮や龍田大社、廣瀬神社の宮司も務めた。
廃藩置県以後は産業の発展、および救済に力を入れ、明治20年（1887年）には柳沢養魚研究場を設立し、金魚の研究につとめた。明治21年（1888年）に宮司を依頼退官。明治26年（1893年）には産業の発展を目的に郡山紡績会社を創立させて、資本金の10分の1を出資している。また、教育振興にも熱心で、現奈良県立郡山高等学校に多額の金品と土地を提供した。
明治23年（1890年）には松平氏墓所の修築を行っている。
明治26年（1893年）10月2日、郡山旧邸内で死去した。享年48。

## 栄典
- 1884年（明治17年）7月7日 - 伯爵[2]
- 1887年（明治20年）7月20日 - 金製黄綬褒章[3]

日本以外
- 1889年（明治22年）7月23日 - イギリス帝国金製記章[4]

## 家族
子
- 秀子 - 柳沢保恵を婿に迎える
- 保恵 - 養子。越後国黒川藩主・柳沢光昭の次男で統計学者（第一生命初代社長）
- 悦子 - 朝倉文三室
- 柳沢保承 - 秀子・柳沢保恵の養子となり家督を相続
- 菅子 - 遠山景久室
- 武子 - 郷純造の息子で三菱財閥創始者の岩崎弥太郎に養子入りした岩崎豊弥と結婚
- 信保 - 武田氏の養子となる
- 保篤 - 養子